# Ernst Beuttenmüller
Ernst Heinrich Wilhelm Beuttenmüller (* 26. Oktober 1842 in Baden-Baden; † 5. Februar 1919 ebenda) war ein deutscher Apotheker und Mäzen.

## Leben

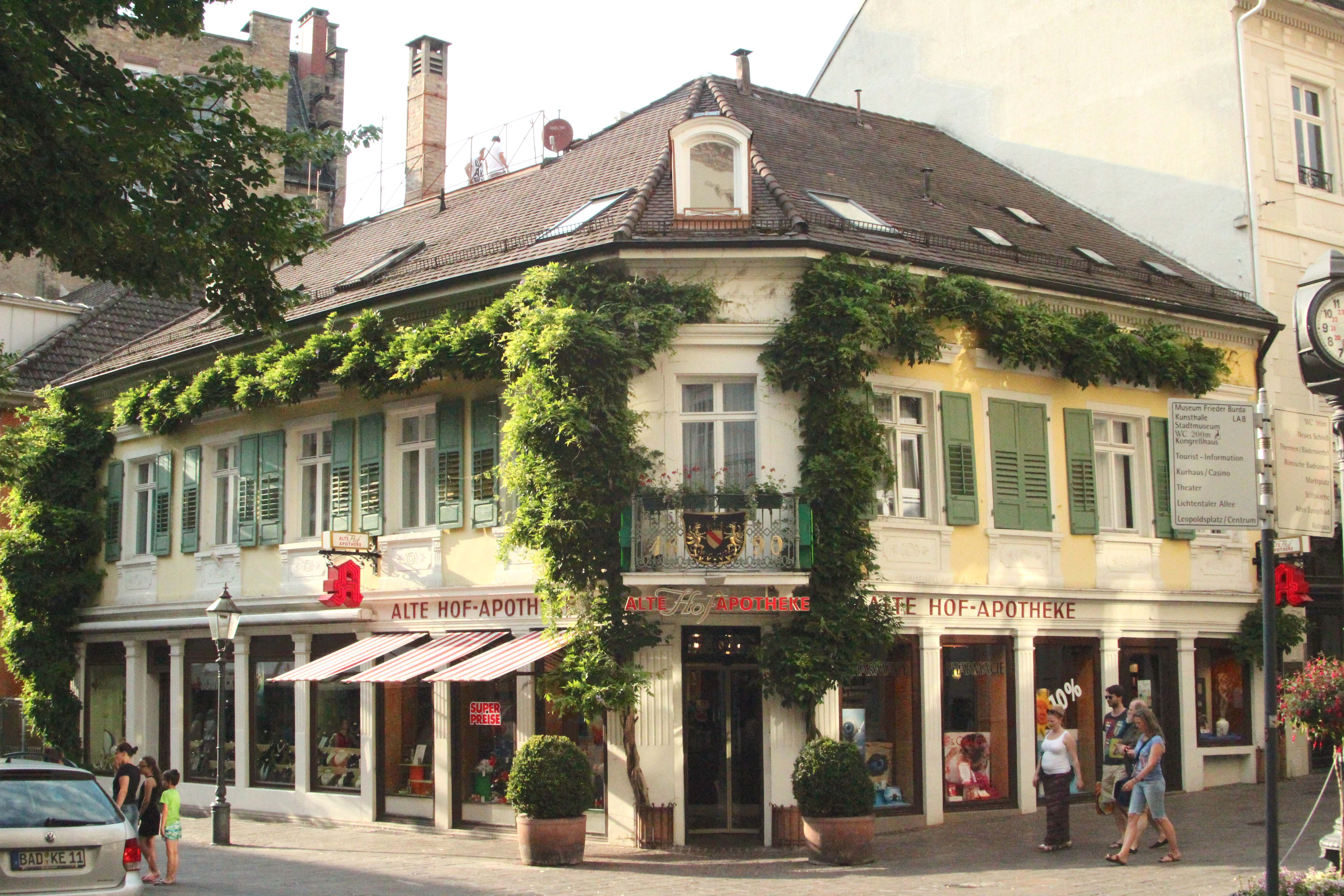
Alte Hofapotheke in Baden-Baden, ehemals „Wolffsche Apotheke“

Ernst Beuttenmüllers Familie stammt ursprünglich aus Beihingen bei Ludwigsburg, später wurde sie in Bretten ansässig. Von dort kam Ernst Beuttenmüllers Vater nach Baden-Baden. Im Jahr 1838 kaufte sein Vater die Wolffsche Apotheke (später: Alte Hofapotheke) im heutigen Haus Langenstraße 2. Ernst Heinrich Wilhelm Beuttenmüller wurde in Baden-Baden geboren und besuchte dort die Höhere Bürgerschule der Bäderstadt. Anschließend besuchte er das Polytechnikum in Karlsruhe und studierte dann an der Universität Heidelberg Pharmakologie. Anfang März 1867 wurde ihm vom Großherzoglichen Obermedizinalrat nach bestandener Prüfung die Lizenz „zur Ausübung der Apothekerkunst“ erteilt. Beuttenmüller arbeitete eine gewisse Zeit als Assistent von Robert Bunsen an der Universität Heidelberg.
Nach Auslandsaufenthalten in London und Paris musste Beuttenmüller 1871 die Leitung der väterlichen Apotheke übernehmen, da dieser schwer erkrankte. Nach einigen Jahren, Beuttenmüller war inzwischen wohlhabend, zog er sich aus dem Apothekengeschäft zurück. Er übernahm in seiner Heimatgemeinde eine Reihe von Ehrenämtern, unter anderem Stadtverordneter der Zentrumspartei sowie Mitglied des Kreisausschusses. Seine ehrenamtlichen Tätigkeiten wurde mit einer großherzoglichen Ordensverleihung ausgezeichnet.

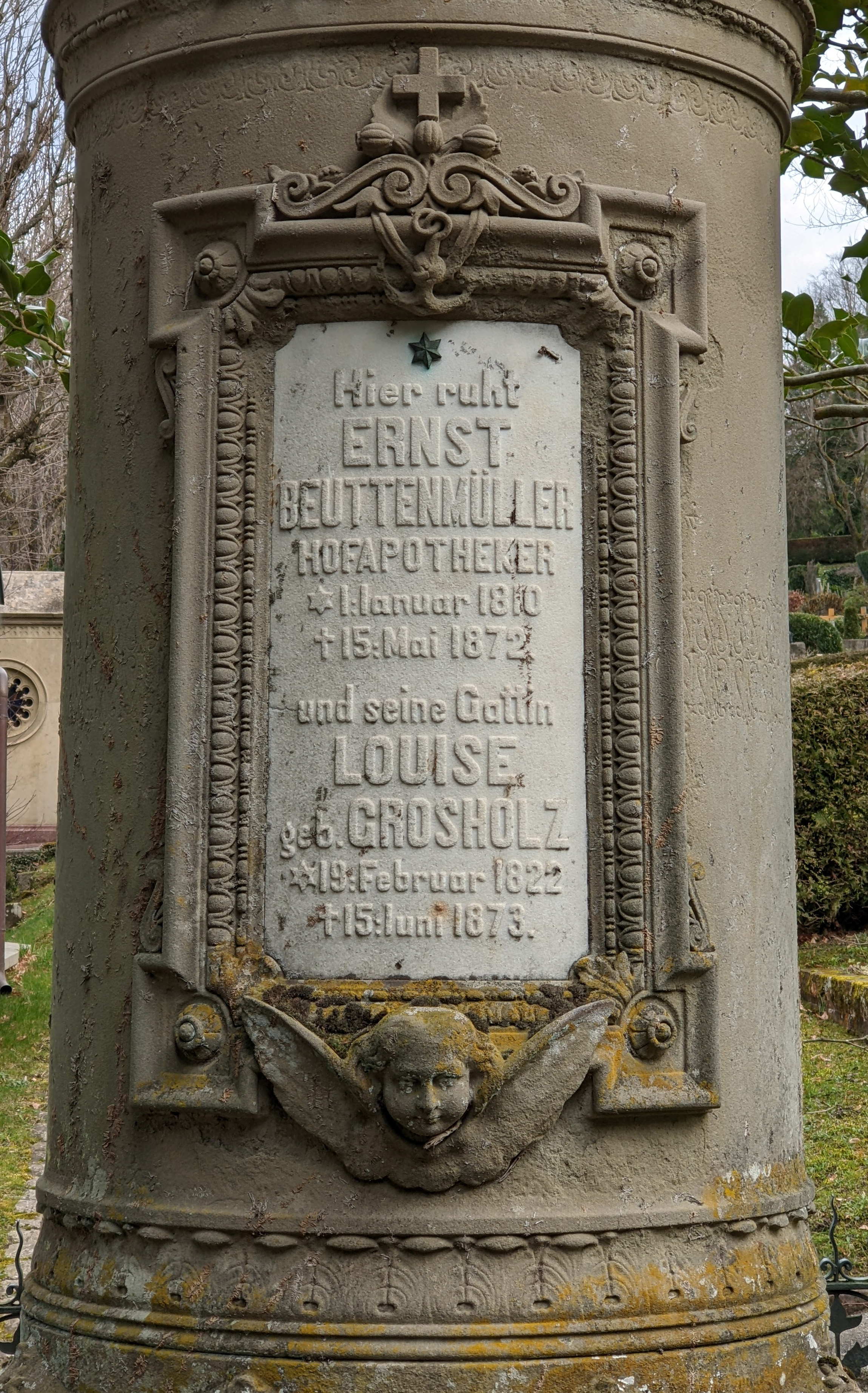
Grabdenkmal auf dem Hauptfriedhof Baden-Baden

1885 erbaute Familie Beuttenmüller die Parkvilla in der Fremersbergstraße, die neben Wohnräume eine reichhaltige Kunstsammlung beherbergte. Noch vor 1900 hatte Beuttenmüller unbebaute Grundstücke auf angrenzenden Hügeln erworben, die angesichts des Wachstums der Stadt Baden-Baden als Baugrundstücke an Wert gewannen. Das ihm gehörende Gebiet um die nach ihm benannte Beuttenmüllerstraße ließ er für Villenbauten erschlossen.
1891 wurde Beuttenmüller Stadtverordneter in Baden-Baden, 1899 Obmann des Stadtverordnetenvorstands. Aus der Ehe mit seiner Frau Marie, geb. Müller (1848–1918), gingen zwei Söhne und zwei Töchter hervor, darunter der Jurist Hermann Beuttenmüller, der unter dem Pseudonym „Hermann Beutten“ schriftstellerisch tätig war.

## Auszeichnungen
- 1899 Ritterkreuz 2. Klasse des Ordens vom Zähringer Löwen
- 1908 Eichenlaub zum Ritterkreuz